# ルネ・スピッツ

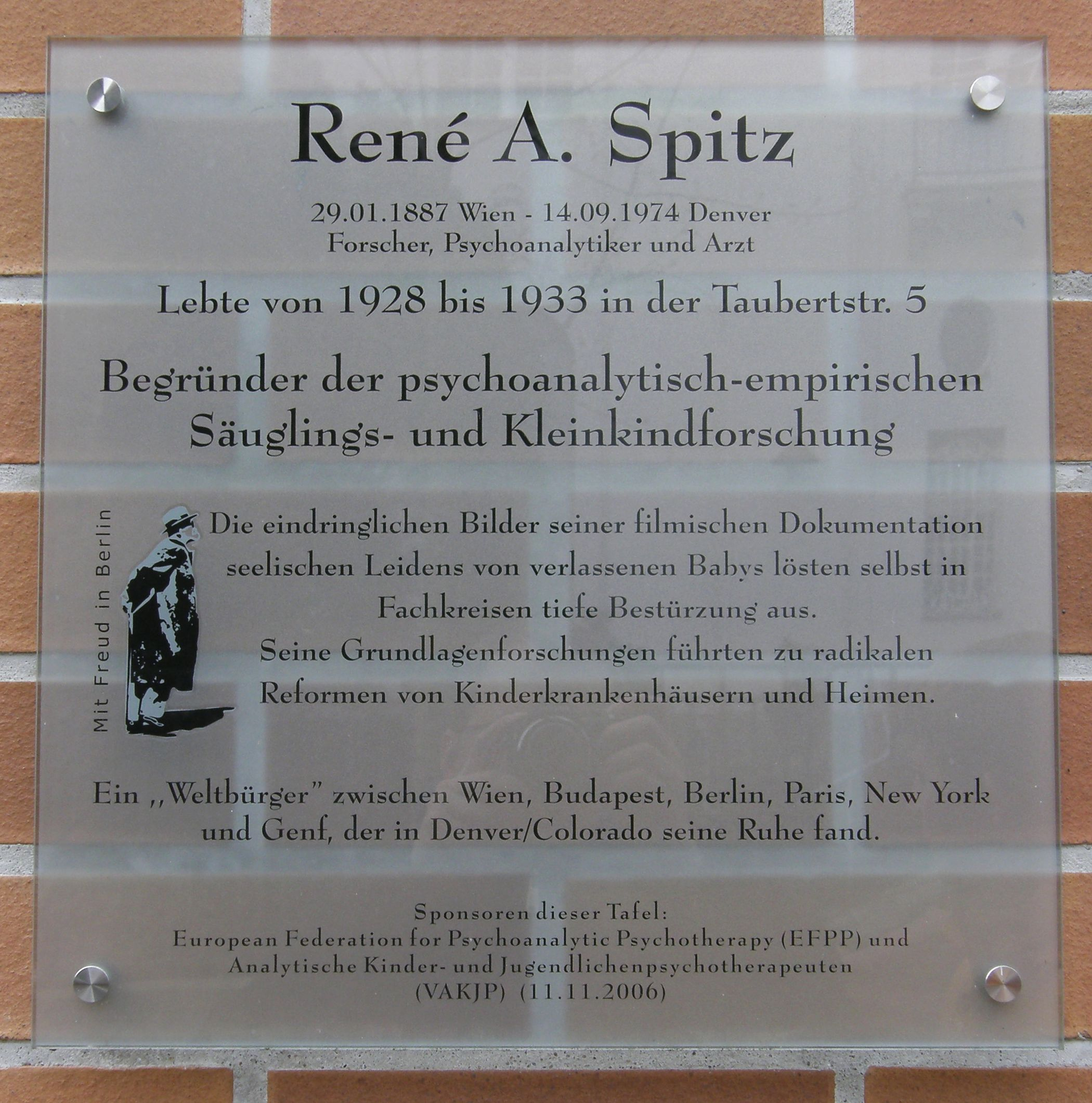
ルネ・スピッツの記念銘板

ルネ・スピッツ（英: Rene Spitz、1887年1月29日 – 1974年9月14日）は、ウィーン生まれのアメリカ合衆国の精神分析家。専門は精神分析学、児童精神医学。コロラド大学名誉教授。乳児期研究に没頭し、自我形成と母と子の関係性の成立過程を追い、愛着理論の定式化に大きく貢献した。

## 来歴
- 1887年 ウィーンに生まれる
- 1887年 フェレンツィ・シャーンドルの研究に加わる
- 1910年 ブダペスト・ロイヤルハンガリアン大学にて医学博士号取得。ジークムント・フロイトの教育分析を受ける
- 1932年 パリ精神分析研究所教授
- 1938年 ナチスの迫害によりニューヨークに亡命。その後ニューヨーク精神分析研究所教授、ニューヨーク市立大学大学院客員教授などを歴任
- 1956年 コロラド大学医学部精神科客員教授
- 1963年 ジュネーブ大学医学部精神科教授。後にコロラド大学医学部精神科名誉教授[1]

## 人物
幼少期をハンガリーで過ごした。大学在学中にフェレンツィの研究に加わり、彼の紹介で２年間フロイトから教育分析を受けている。フロイトの成人期を対象とした研究とは対照的に、スピッツは乳児期の研究を精力的に行った。その研究成果は愛着理論の形成に大きな影響を与えた。

## 著作

### 著書
- Spitz, R.A. (1957). No and yes : on the genesis of human communication. New York : International Universities Press.
- Spitz, R.A. (1965). The first year of life : a psychoanalytic study of normal and deviant development of object relations.  New York : International Universities Press.

### 論文
- Spitz, R.A. (1945). Hospitalism—An Inquiry Into the Genesis of Psychiatric Conditions in Early Childhood. Psychoanalytic Study of the Child, 1, 53-74.
- Spitz, R.A. (1951). The Psychogenic Diseases in Infancy—An Attempt at their Etiologic Classification. Psychoanalytic Study of the Child, 6, 255-275.
- Spitz, R.A. (1964). The derailment of dialogue: Stimulus overload, action cycles, and the completion gradient. Journal-of-the-American-Psychoanalytic-Association, 12, 752-774...

## 関連人物
- ジークムント・フロイト
- フェレンツィ・シャーンドル
- ジョン・ボウルビィ